# Herbigshagen

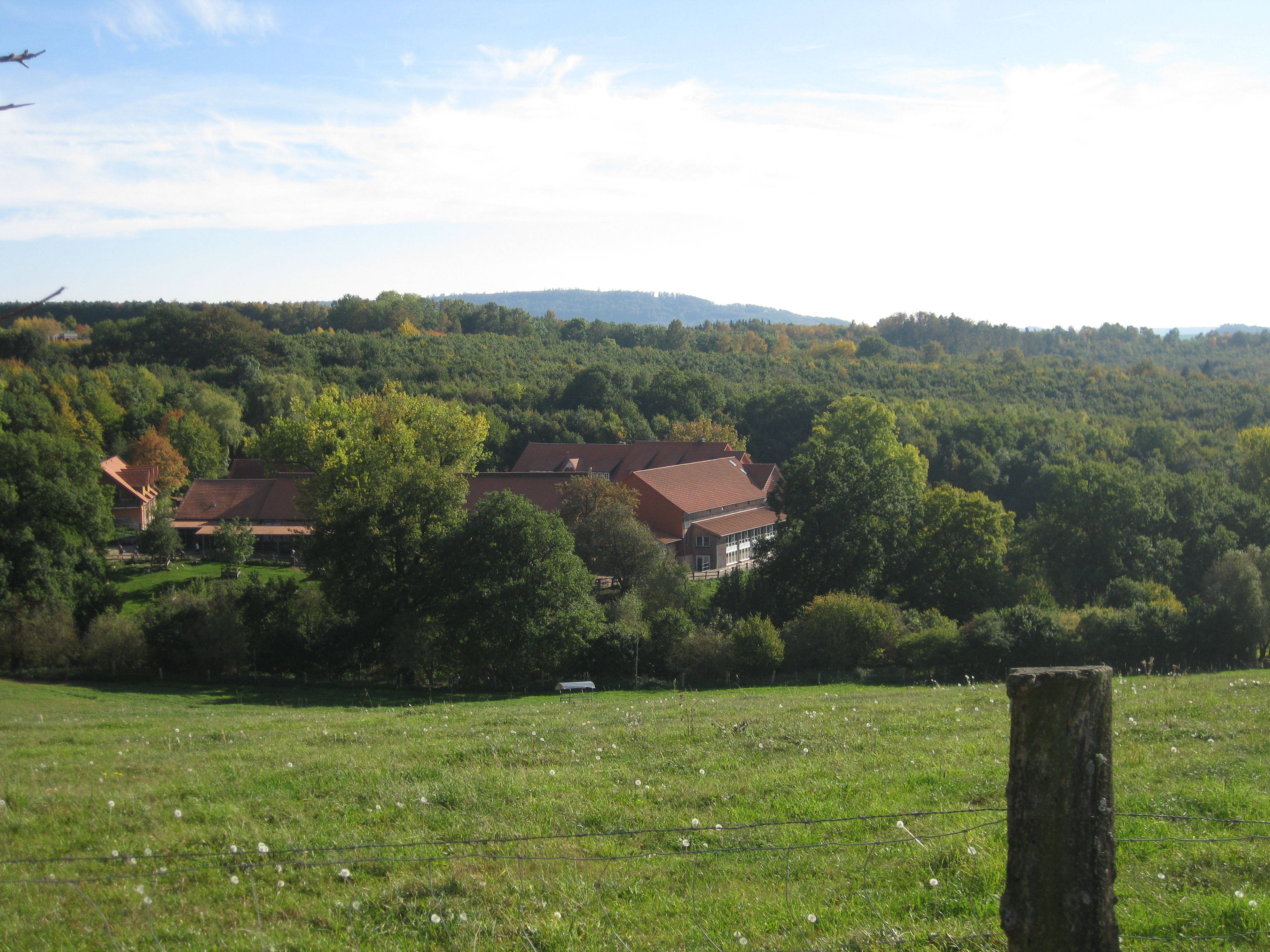
Blick auf das Gut Herbigshagen

Der Ort Herbigshagen befindet sich in der Gemarkung der Stadt Duderstadt im Landkreis Göttingen in Niedersachsen.

## Lage
Herbigshagen befindet sich etwa drei Kilometer östlich von Duderstadt im oberen Sulbigtal am Rande eines kleinen Plateaus inmitten des Buntsandsteinhügellandes auf einer Höhe von etwa 260 m. Die Höhenlagen der Gemarkung reichen von etwa 220 m im Sulbigtal bis etwa 300 m in den umgebenden Randerhebungen. Dazu gehören der Herbigshagener Mittelberg im Nordwesten, eine namenlose Bergkuppe im Nordosten (Heuberg?) und der Duderstädter Stadtwald im Süden. Verkehrsmäßig zu erreichen ist Herbigshagen über die Landesstraße 531 von Duderstadt nach Fuhrbach und die Kreisstraße 115.
Unmittelbar benachbart ist die sogenannte Klingenburg zu finden, zwischen Herbigshagen und Duderstadt ist im Sulbigtal ein weiterer Wüstungsort bekannt, das ehemalige Dorf Lerne.

## Geschichte

### Dorf und Wüstung Herbigshagen
Die erste bekannte urkundliche Erwähnung für einen mittelalterlichen Wohnort erfolgt erst relativ spät für die Zeit um 1420 (in aurea marchia...Herwigeshagen). Lehnsherr von Herbishagen war über viele Jahrhunderte das Stift Quedlinburg, welches dort 12 Hufen Land besaß. Vermutlich Ende des 15. Jahrhunderts war der Ort bereits aufgegeben worden.
Die Äbtissinnen von Quedlinburg belehnten verschiedene Adelsfamilien aus dem Untereichsfeld mit Herbigshagen, die teilweise weiter belehnten:
- 1320 an Bürger in Duderstadt
- 1446 Tile von Bodenstein  mit der Klingenburg und Herbigshagen
- 1479 Heinrich von Bodenstein belehnt einen Bürger in Duderstadt
- 1481 und 1495 Heinrich, Tile und Andreas von Westernhagen den gleichen Bürger in Duderstadt
- 1494 und 1496 Tile von Bodungen belehnt eine Familie in Duderstadt, diese verkauft es 1530 an den Rat von Duderstadt
- 1580 nach dem Tode von Hans von Bodenstein belehnt die Äbtissin den Rat von Duderstadt mit Herbigshagen
- 1681 Albrecht von Westernhagen belehnt den Rat von Duderstadt mit dem Zehnten.

### Gut Herbigshagen

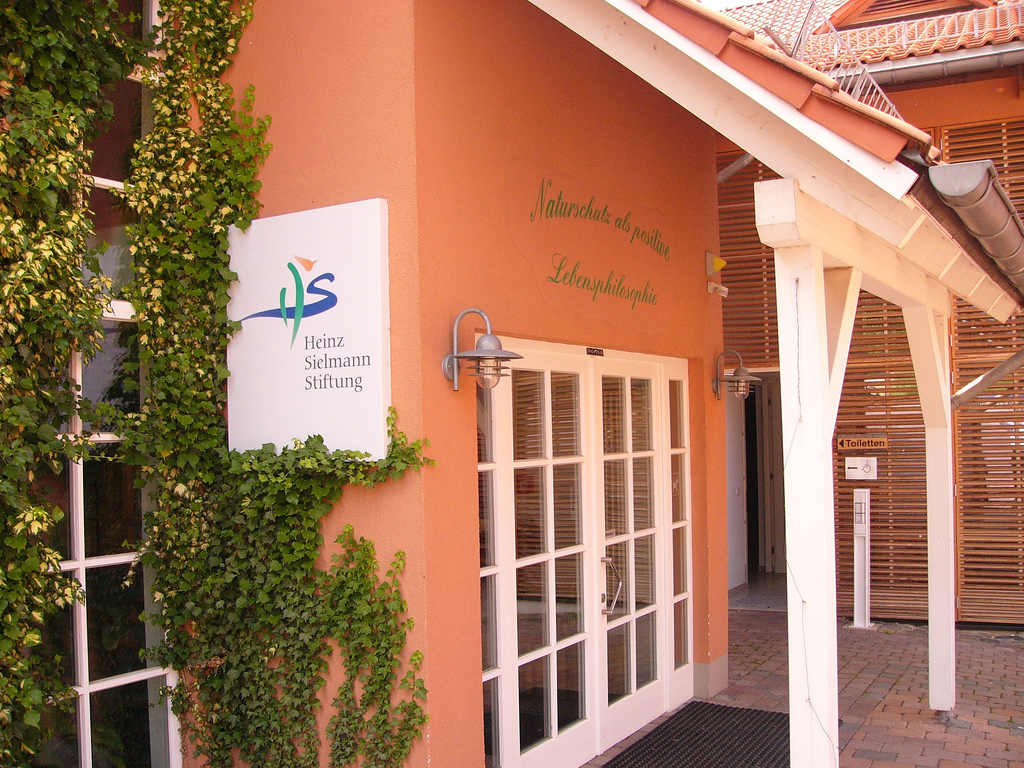
Das Natur-Erlebniszentrum Herbigshagen

Nachdem die Bauern den Ort verlassen hatten, wurde dort ein Rittergut errichtet, welches 1683 erwähnt wurde. Nachdem die Stadt Duderstadt in den Besitz des Gutes gekommen war, verpachtete sie schließlich die Ländereien an Duderstädter Bürger, bis der letzte Pächter 1990 das Gut der Stadt zurückgab.
Die 1994 gegründete Heinz Sielmann Stiftung errichtete hier auf dem Gut ihre Zentrale. Die Stiftung hat das Ziel die Natur, Tier- und Pflanzenwelt zu bewahren und Kinder und Jugendliche an einen positiven Umgang mit der Natur heranführen. Das Heinz Sielmann Natur-Erlebniszentrum Gut Herbigshagen ist heute anerkanntes Regionales Umweltbildungszentrum (RUZ) des Landes Niedersachsen. Geboten werden vielfältige Erlebnisstationen mit einem interaktiven Naturlehrpfad, einen Bauerngarten, Bienenhaus, Insekten-Nistwand, ein Feuchtbiotop, das KiKA Baumhaus und einen Ökobauernhof mit seltenen Haus- und Nutztierrassen.
Am Rand des Gutes wurde eine Franz-von-Assisi-Kapelle errichtet, der Ruhestätte von Heinz Sielmann.

### Landwehr
In der Ortslage von Herbigshagen befand sich die mittelalterliche Duderstädter Landwehr des Gerichts Duderstadt. Sie verlief bogenförmig von der „Roten Warte“ am Rand des Duderstädter Stadtwaldes an der Klingenburg vorbei bis zur „Tettelwarte“ bei Breitenberg, wo Warttürme zur Beobachtung des Umlandes errichtet wurden. Die Landwehr bestand in diesem Bereich aus einem Einfach- bzw. Doppelwall mit jeweils vorgelagertem Graben. Noch heute sind zwei kleine Abschnitte am Heuberg und am Borngrund entlang der Kreisstraße erhalten. Entstanden ist die Landwehr um das Jahr 1400. Die Rote Warte wurde nach Abbruch des Wartturmes im 18. Jahrhundert weiterhin als Forsthaus für den Duderstädter Forst und als Gasthof genutzt. Von der Tettelwarte sind nach ihrem Abbruch keine Relikte mehr bekannt.

### Innerdeutsche Grenze
Nach dem Ende des Zweiten Weltkriegs im Mai 1945 wurde aus der Grenze der ehemaligen preußischen Provinzen Hannover (ab 23. August 1946 Land Hannover) und Sachsen (ab 1945 Thüringen) die Zonengrenze zwischen der britischen und sowjetischen Besatzungszone. Im Sommer 1945 kam es zu einem Gebietstausch zwischen den beiden Besatzungszonen und Duderstadt verlor einen bedeutenden Teil seiner Gemarkung bei Herbigshagen mit dem Duderstädter Stadtwald an die spätere DDR. Somit verlief ab 1952 unmittelbar südlich von Herbigshagen an der Roten Warte die Innerdeutsche Grenze. Die Grenzanlagen wurden im Laufe der Jahrzehnte immer weiter ausgebaut. Das Forsthaus wurde nun nicht mehr gebraucht, der Gasthof war dann aber ein bedeutender Anlaufpunkt für Besucher an der Innerdeutschen Grenze. Mit der Wiedervereinigung wurden die Grenzanlagen zurückgebaut, lediglich der Kolonnenweg und der Sperrgraben ist in weiten Teilen noch erhalten und ist heute Teil des Grünen Bandes. Von Herbigshagen und der Roten Warte führen zahlreiche Wanderwege in die Umgebung.

## Namensherkunft
Das Grundwort „–hagen“ bezeichnet ein eingefriedetes Gelände und Herbig oder Herwig steht für einen Personennamen.

## Klingenburg
Nordöstlich des Gutes befindet sich am Nordosthang einer Anhöhe (ca. 300 m Höhe) die sogenannte Klingenburg. Ob es sich dabei um eine ehemalige Burganlage oder Ortssiedlung gehandelt hat, ist nicht genau belegt. Dabei handelt es sich um ein künstlich angelegtes ovales Plateau von ca. 8 × 13 m, welches nach Westen, Norden und Osten durch ein Hang geschützt ist, nach Südosten findet man noch Reste eines Grabens. Die Flustätte umfasste mit ihren Zinsstellen etwa 180 Morgen. Die Lage als Abschnittsbefestigung lässt eine hochmittelalterliche Anlage vermuten, ein Zusammenhang mit der nahen Duderstädter Landwehr ist möglich.
Der Name kommt mehrfach in Urkunden vor, auch in unmittelbarer Verbindung mit dem benachbarten Herbigshagen. Um 1420 wird die Clingenborg cum VI mansis oppidani in Duderstadt erwähnt, wo die von Bodenstein von der Äbtissin von Quedlinburg belehnt waren, 1446 unter anderem an Tile von Bodenstein. 1568 wird Hans von Bodenstein mit der Klingenborgk, Herwigshagen und weiteren Gütern belehnt. Nach dem Aussterben derer von Bodenstein wurden nicht die von Wintzingerode mit der Klingenburg belehnt, sondern die Stadt Duderstadt.
Der Namensbestandteil ‚Klingen‘ verweist vermutlich auf Glocken hin.